# Masha Gessen
Maria «Masha» Alexandrovna Gessen (cirílico ruso: Мария Александровна Гессен, Moscú, 13 de enero de 1967) es una persona escritora, periodista y activista de los derechos LGBT rusoestadounidense. Gessen es transgénero y de género no binario.

## Biografía
Nació en una familia judía moscovita que emigró en 1981 de la URSS a los Estados Unidos. En 1991, Gessen regresó a la Rusia postsoviética y trabajó como reportera, para luego regresar a Estados Unidos.
Además de publicar libros, ha trabajado para The New York Times, The New York Review of Books, The Washington Post, Los Angeles Times, The New Republic, New Statesman, Granta, Slate, Vanity Fair, Harper's Magazine, The New Yorker y U.S. News & World Report.
En 2004 se casó con Svetlana Generalova, otra activista por los derechos LGTB  de Rusia. Luego en 2013 se casó con Darya Oreshkina. Adoptó a su hijo mayor Vova, en un orfanato de Kaliningrado donde había niños de madres seropositivas. Tuvo una hija biológica llamada Yolka en 2001. Su tercer hijo nació en febrero de 2012.

## Obra
- Sobrevivir a la autocracia (Turner. 2020) ISBN 978-84-18428-08-1
- El futuro es historia (Turner. 2018) ISBN 978-84-17141-54-7
- " El hombre sin rostro" (Debate, 2012). ISBN 978-607-381-516-1